# Hexacopo

Proyección ortogonal de un cubo de Cantor que forma un hexacopo

Un hexacopo o copo de nieve de Lindstrøm es un fractal construido por iteración, intercambiando hexágonos por un copo formado por siete hexágonos; es un caso especial de n-flake.
El hexágono tiene 7n−1 hexágonos en su n enésima iteración, cada uno 1/3 más pequeño que los hexágonos en la iteración anterior. Su frontera exterior es el copo de nieve de Koch, y el límite completo contiene un número infinito de copos de nieve de Koch. La dimensión de Hausdorff-Besicovitch del hexacopo es igual a ln (7)/ln (3), aproximadamente 1,7712. También se puede construir proyectando el cubo de Cantor sobre el plano ortogonal a su diagonal principal.
Un fractal estrechamente relacionado, el hexágono de Sierpinski, se forma reemplazando repetidamente cada hexágono por seis hexágonos más pequeños, omitiendo el séptimo hexágono central. Lleva el nombre del trabajo de Wacław Sierpiński y por analogía con Triángulo de Sierpinski, y tiene el mismo límite exterior de copo de nieve de Koch que el hexacopo.
El hexacopo se ha aplicado en el diseño de antenas y dispositivos de fibra óptica.